# Ununenni
Ununenni o Ununennium també conegut com a eka-franci, és l'hipotètic element químic amb el símbol Uue i de nombre atòmic 119. A la taula periòdica es localitza en el segment dels metalls alcalins, i és el primer element en el vuitè període. És l'element més lleuger que encara no ha estat sintetitzat.
Els experiments dirigits a la síntesi de l'ununenni van començar al juny de 2018 a RIKEN, Japó; un altre intent de l'equip de l'Institut Unificat de Recerca Nuclear de Dubnà, Rússia, que va començar el 2019. Abans d'això, s'havien fet dos intents fallits de sintetitzar el ununenni per part de dos equips, americà i alemany. Les proves teòriques i experimentals han demostrat que la síntesi de ununenni serà probablement molt més difícil que la dels elements anteriors i fins i tot pot ser el penúltim element que es pugui sintetitzar amb la tecnologia actual.
La posició de l'ununenni com a setè metall alcalí suggereix que tindria propietats similars als seus congèneres més lleugers: liti, sodi, potassi, rubidi, cesi i franci. No obstant això, els efectes relativistes poden fer que algunes de les seves propietats difereixin de les esperades en una aplicació directa de tendències periòdiques. Per exemple, s'espera que el ununenni sigui menys reactiu que el cesi i el franci i que adopti un comportament més proper al del potassi o el rubidi. Encara que hauria de mostrar el característic estat d'oxidació +1 dels metalls alcalins, no s'ha descartat la idea que mostri un estat d'oxidació +3, que no es coneix en cap altre metall alcalí.

## Història
A juliol del 2021, aquest element encara no havia estat descobert ni sintetitzat.
El nom temporal de l'ununenni significa un-un-nou. Es va intentar sintetitzar en 1985 bombardejant un blanc de einsteni-254 amb ions de calci -48 en l'accelerador HILAC a Berkeley, Califòrnia. No es va identificar cap àtom.
{\displaystyle \,_{99}^{254}\mathrm {Es} +\,_{20}^{48}\mathrm {Ca} \to \,_{119}^{302}\mathrm {Uue} ^{*}\to \ \ sense\ resultats}
És improbable que aquesta reacció sigui útil per produir aquest element, a causa de la difícil tasca de produir prou Es-254 per construir un blanc prou gran o per augmentar la sensibilitat de l'experiment fins al nivell requerit.